# Histoire de la monarchie
 (février 2022).
- Si vous ne connaissez pas le sujet, laissez ce bandeau (vous pouvez alors contacter les auteurs).
- Si vous supprimez le contenu mis en cause (vous pouvez préalablement contacter les auteurs),

argumentez précisément cette suppression dans la page de discussion
(un manque de référence n'est pas un argument ; une recherche réelle de référence doit avoir été effectuée, être formellement documentée).
 (février 2022).
La monarchie est un système politique où le pouvoir est détenu par un seul homme.
Selon le Larousse, la monarchie serait le système politique le plus ancien.

## Empire romain
À partir de l'an 27 av. J.-C., l'intégralité du monde dit civilisé est sous la domination de l'Empire romain gouverné par un autocrate plus ou moins divinisé.
En 313, l'autorisation du christianisme (qui deviendra de facto la religion officielle de l'Empire) modifiera considérablement la perception du monarque qui ne sera plus qu'un représentant de Dieu et aura donc un certain nombre d'obligations morales.
Les empereurs byzantins auront une conception de la monarchie similaire à celle de l'Empire romain christianisé.

## Royaume franc
La conversion de Clovis et la croissance du royaume des francs vont permettre à la vision chrétienne de la monarchie de se répandre en Europe de l'Ouest. En 800, le sacre de Charlemagne montre la continuité entre la vision romaine de la monarchie et la vision médiévale de la monarchie.

## Royaumes médiévaux
En 843, l'éclatement de l'Empire carolingien permettra la création d'une multitude de royaumes chrétiens basés sur le droit divin et la féodalité.

## Monarchies absolues
À partir du XVIe siècle, les rois et empereurs acquerront une telle hégémonie qu'ils mettront fin à la féodalité en confondant leur royaume avec leur domaine royal. Il n'existera plus aucun contre-pouvoir capable de leur faire obstacle.

## Monarchies constitutionnelles
Du XVIIe au XIXe siècle, un grand nombre de révolutions éclateront ayant pour conséquences la disparitions de toutes les monarchies absolues en Europe (mis à part le Vatican) et la mise en place de républiques ou de monarchies constitutionnelles où le roi est réduit à un rôle consultatif.

## Monarchie présidentielle
L'expression controversée « monarchie présidentielle » est une critique de la concentration des pouvoirs par les présidents de la Ve République.